# Municipio de Kalamazoo
El municipio de Kalamazoo (en inglés: Kalamazoo Township) es un municipio ubicado en el condado de Kalamazoo en el estado estadounidense de Míchigan. En el año 2010 tenía una población de 21918 habitantes y una densidad poblacional de 717,65 personas por km².

## Geografía
El municipio de Kalamazoo se encuentra ubicado en las coordenadas 42°18′50″N 85°37′8″O / 42.31389, -85.61889. Según la Oficina del Censo de los Estados Unidos, el municipio tiene una superficie total de 30.54 km², de la cual 30.25 km² corresponden a tierra firme y (0.95%) 0.29 km² es agua.

## Demografía
Según el censo de 2010, había 21918 personas residiendo en el municipio de Kalamazoo. La densidad de población era de 717,65 hab./km². De los 21918 habitantes, el municipio de Kalamazoo estaba compuesto por el 75.69% blancos, el 16.45% eran afroamericanos, el 0.41% eran amerindios, el 1.32% eran asiáticos, el 0.01% eran isleños del Pacífico, el 2% eran de otras razas y el 4.12% pertenecían a dos o más razas. Del total de la población el 4.58% eran hispanos o latinos de cualquier raza.